# Гуго Бальдус
Гуго Бальдус (нім. Hugo Baldus; 12 квітня 1921, Гогенбудберг — 10 червня 1981) — німецький офіцер-підводник, оберлейтенант-цур-зее крігсмаріне.

## Біографія
16 вересня 1939 року вступив на флот. З червня 1941 року — 2-й, потім 1-й вахтовий офіцер на торпедному катері «Лев» з 7-ї флотилії. З 6 червня по 30 жовтня 1943 року пройшов курс підводника, з 31 жовтня по 6 листопада — курс позиціонування (радіовимірювання), після чого був переданий в розпорядження 23-ї флотилії. З 16 грудня 1943 по 9 лютого 1944 року пройшов курс командира підводного човна, з 10 лютого по 10 квітня — командирську практику на підводному човні U-618. З 18 квітня 1944 року — командир U-773, на якому здійснив 3 походи (разом 125 днів у морі). 9 травня 1945 року здався британським військам. 2 березня 1947 року звільнений.

## Звання
- Кандидат в офіцери (16 вересня 1939)
- Морський кадет (1 лютого 1940)
- Фенріх-цур-зее (1 липня 1940)
- Оберфенріх-цур-зее (1 липня 1941)
- Лейтенант-цур-зее (1 березня 1942)
- Оберлейтенант-цур-зее (1 жовтня 1943)

## Нагороди
- Залізний хрест
  - 2-го класу (1941)
  - 1-го класу (19 листопада 1944)
- Нагрудний знак швидкісних катерів (1942)
- Нагрудний знак підводника (19 листопада 1944)